# العلاقات الكورية الشمالية المالية
العلاقات الكورية الشمالية المالية هي العلاقات الثنائية التي تجمع بين كوريا الشمالية ومالي.

## مقارنة بين البلدين
هذه مقارنة عامة ومرجعية للدولتين:
| وجه المقارنة                                              | كوريا الشمالية                        | مالي            |
| --------------------------------------------------------- | ------------------------------------- | --------------- |
| المساحة (كم2)                                             | 120.54 ألف                            | 1.24 مليون      |
| عدد السكان (نسمة)                                         | 25.49 مليون                           | 18.54 مليون     |
| الكثافة السكانية (ن./كم²)                                 | 211.47                                | 14.95           |
| العاصمة                                                   | بيونغيانغ                             | باماكو          |
| اللغة الرسمية                                             | لغة كوريا الشمالية القياسية ‏          | لغة فرنسية      |
| العملة                                                    | وون كوري شمالي                        | فرنك غرب أفريقي |
| الناتج المحلي الإجمالي (بليون دولار)                      |                                       | 15.29 مليار     |
| الناتج المحلي الإجمالي (تعادل القوة الشرائية) بليون دولار |                                       | 35.69 مليار     |
| الناتج المحلي الإجمالي الاسمي للفرد دولار أمريكي          |                                       | 724             |
| الناتج المحلي الإجمالي للفرد دولار أمريكي                 |                                       | 1.60 ألف        |
| مؤشر التنمية البشرية                                      |                                       | 0.419           |
| رمز المكالمات الدولي                                      | +850                                  | +223            |
| رمز الإنترنت                                              | .kp                                   | .ml             |
| المنطقة الزمنية                                           | ت ع م+08:30، ت ع م+08:30، ت ع م+09:00 | 00              |

## منظمات دولية مشتركة
يشترك البلدان في عضوية مجموعة من المنظمات الدولية، منها:
| علم المنظمة | اسم المنظمة              | تاريخ انضمام كوريا الشمالية | تاريخ انضمام مالي |
| ----------- | ------------------------ | --------------------------- | ----------------- |
|             | الأمم المتحدة            | 17 سبتمبر 1991              | 28 سبتمبر 1960    |
|             | الاتحاد الدولي للاتصالات | ?                           | 21 أكتوبر 1960    |
|             | الاتحاد البريدي العالمي  | ?                           | ?                 |
|             | يونسكو                   | 18 أكتوبر 1974              | 7 نوفمبر 1960     |

## وصلات خارجية
- موقع وزارة الخارجية الكورية الشمالية